# Zygmunt Marek
Zygmunt Stanisław Marek (19. března 1872 Krakov – 8. listopadu 1931 Krakov) byl rakouský a polský politik z Haliče, na počátku 20. století poslanec Říšské rady, v meziválečném Polsku poslanec a vicemaršálek Sejmu.

## Biografie
Vystudoval právo na Jagellonské univerzitě v Krakově, kde získal titul doktora práv. Působil jako advokát. Angažoval se v politice. Již jako student se zapojil do činnosti Polské sociálně demokratické strany v Haliči a v letech 1897–1919 byl členem jejího výkonného výboru. Byl šéfredaktorem listu Więźeń polityczny, který byl tiskovým orgánem Jednoty pro podporu politicky stíhaných v Rusku a jako advokát se účastnil obhajoby v některých politických procesech.
Na počátku 20. století se zapojil i do celostátní politiky. Ve volbách do Říšské rady roku 1911 získal mandát v Říšské radě (celostátní zákonodárný sbor) za obvod Halič 9. Byl členem poslanecké frakce Polský klub. Ve vídeňském parlamentu setrval až do zániku monarchie. K roku 1911 se profesně uvádí jako advokát.
Za světové války byl členem polského Nejvyššího výboru a v roce 1918 členem Polské likvidační komise. V letech 1919–1930 byl poslancem Sejmu. Zastával funkci čestného předsedy poslaneckého klubu Polské socialistické strany. V letech 1928–1930 působil i jako vicemaršálek (místopředseda) Sejmu. Po státním převratu v roce 1926 ho jeho strana neúspěšně navrhovala do funkce polského prezidenta.